# Greg Duhaime
Gregory „Greg“ Duhaime (* 11. August 1953 in Espanola, Ontario; † 28. Oktober 1992 in Port Elgin, Ontario) war ein kanadischer Leichtathlet.

## Leben
Duhaime war von 1980 bis 1982 sowie 1984 kanadischer Meister im 3000-Meter-Hürdenlauf sowie 1980 kanadischer Meister im 5000-Meter-Hürdenlauf. 1982 erreichte er bei den Commonwealth Games 1982 in Brisbane ebenso den dritten Platz im 3000-Meter-Hürdenlauf wie ein Jahr später in Caracas bei den Panamerikanischen Spielen. 1984 belegte er in Los Angeles bei den Olympischen Sommerspielen den 16. Platz im 3000-Meter-Hürdenlauf. Duhaime outete sich als homosexuell. 1992 starb er an den Folgen von AIDS.